# Charles Robert Jenkins
Charles Robert Jenkins (18 tháng 2 năm 1940 - 11 tháng 12 năm 2017) là một quân nhân Hoa Kỳ. Tháng 1 năm 1965, từ Bắc Carolina, Jenkins được Quân đội Hoa Kỳ điều đến Hàn Quốc. Charles Robert Jenkins lo sợ sẽ phải tham gia cuộc chiến ở Việt Nam, ông tin rằng nếu trốn sang Triều Tiên, ông có thể bị trục xuất về Mỹ ngay lập tức. Ông đã rời khỏi vị trí của mình đang đóng quân và mang theo một khẩu M14 rồi đi bộ dọc khu vực DMZ. Ông đã phải ở lại Triều Tiên đến 39 năm, ông được giao một số vai diễn trong một số bộ phim do chính quyền Triều Tiên làm và trở thành một diễn viên bất đắc dĩ. Tuy nhiên, các vai diễn của ông được công chúng Triều Tiên yêu mến và ông cũng trở thành người được mến mộ tại đây.